# Karlo Hmeljak
Karlo Hmeljak, slovenski jadralec in pesnik, * 8. marec 1983, Koper.
Hmeljak jadra za Jadralni klub Jadro iz Kopra. Na Poletnih olimpijskih igrah 2008 v Pekingu je z Mitjo Nevečnym tekmoval za Slovenijo v razredu 470, v katerem sta osvojila skupno 18. mesto.
Leta 2007 je izdal svojo prvo pesniško zbirko z naslovom Dve leti pod ničlo. Leta 2013 je za zbirko Krčrk prejel Veronikino nagrado.